# Monte Lieto
Monte Lieto è una montagna nelle Marche, in provincia di Macerata, nel parco nazionale dei Monti Sibillini, alto 1940 m s.l.m..
Le pendici meridionali del monte fanno parte della provincia di Perugia.

## Geografia
Monte Lieto contribuisce a formare, insieme a Punta di Valloprare e Monte Pian Falcone, la vallata di Rapegna e Valloprare.

## Paesi vicini
I paesi più vicini a Monte Lieto sono la Spina di Gualdo e Castelluccio di Norcia.

## Percorsi
Monte Lieto è raggiungibile dalla Cona, da Punta di Valloprare, da Monte Pian Falcone e da Valloprare.